# Helicópteros Águila
Helicópteros Águila, S.A. también conocida como HASA, es una aerolínea guatemalteca especializada en servicios de transporte aéreo mediante helicópteros, con su centro de operaciones en el Aeropuerto Internacional La Aurora, ubicado en la Zona 13 de la Ciudad de Guatemala. Fundada en 1987, la empresa ha desarrollado una presencia significativa en el sector de la aviación en Guatemala, ofreciendo una gama de servicios que van desde el transporte de pasajeros hasta operaciones aéreas especializadas.

## Servicios
HASA ofrece una variedad de servicios adaptados a diferentes sectores y necesidades, entre los que destacan el transporte de pasajeros, especializado en transporte ejecutivo, turístico y de acceso a áreas remotas; los vuelos charter, diseñados para satisfacer necesidades personalizadas tanto de negocios como de placer; y la evacuación médica, mediante la cual facilita traslados urgentes de pacientes a centros de atención. Además, participa en trabajos aéreos, como proyectos de construcción y levantamientos topográficos, realiza transporte de cargas pesadas en áreas de difícil acceso, y lleva a cabo operaciones de vigilancia y patrullaje aéreo en colaboración con industrias y agencias gubernamentales.

## Flota
La aerolínea opera actualmente con cuatro helicópteros:
- 2 Bell 206B JetRanger III matrículas TG-AIG[4] y TG-GHT[5]
- 1 Bell 206L LongRanger matrícula TG-MRB[6]
- 1 Robinson R44 Raven II matrícula TG-SYR[7]